# Portada/article juny 21
Les seves manifestacions s'acostumen a sotmetre a dictats que tenen validesa dins d'un context cultural concret, tot i que des del segle xviii s'ha dit sovint que la música és un llenguatge universal, idea que ja es troba en el poeta Samuel Rogers, en Christopher North i en Carl Maria von Weber (aquests darrers ja en ple Romanticisme). Habitualment aquestes normes són les de la melodia i les del ritme (i del timbre); i a les societats occidentals, també les de l'harmonia.

## Música
La música és l'art que es manifesta en l'organització dels sons i els silencis en el temps. És l'art de la generació, manipulació i combinació –en simultaneïtat o en successió— dels sons, produïts per veus humanes o per instruments, a la recerca de la bellesa formal i/o de l'expressió d'emocions, o de complir certes funcions, i produint missatges dotats d'unitat, continuïtat i coherència.
Les seves manifestacions s'acostumen a sotmetre a dictats que tenen validesa dins d'un context cultural concret, tot i que des del segle xviii s'ha dit sovint que la música és un llenguatge universal, idea que ja es troba en el poeta Samuel Rogers, en Christopher North i en Carl Maria von Weber (aquests darrers ja en ple Romanticisme). Habitualment aquestes normes són les de la melodia i les del ritme (i del timbre); i a les societats occidentals, també les de l'harmonia.
El 21 de juny és el Dia de la Música.